# جيسي ونايت
جيسي ونايت (بالإنجليزية: Jesse Knight)‏ هو مستكشف أمريكي، ولد في 6 سبتمبر 1845 في ناوفو في الولايات المتحدة، وتوفي في 14 مارس 1921 في Raymond, Alberta ‏ في كندا.